# Brian Kelly (cầu thủ bóng đá, sinh năm 1943)
Brian Leslie Kelly (22 tháng 5 năm 1943 - 2 tháng 8 năm 2018) là một cầu thủ bóng đá người Anh thi đấu ở vị trí hậu vệ biên ở Football League cho Bradford City, Doncaster Rovers và York City. Sau đó ông thi đấu cho Halifax Town và Bartle Rovers.
Ông sinh ra ở Ilkley năm 1943. Ông mất ngày 2 tháng 8 năm 2018, lúc 75 tuổi.